# الدوري الأمريكي لكرة القدم 1998
الدوري الأمريكي لكرة القدم 1998 (بالإنجليزية: 1998 Major League Soccer season)‏ هو الموسم 3 من  الدوري الأمريكي لكرة القدم. أقيم خلال الفترة 1998 وحتى 25 أكتوبر 1998، وكان عدد الأندية المشاركة فيه  12، وفاز فيه شيكاغو فاير.